# Кенет О’Киф
Кенет Николс О'Киф (енгл. Kenneth Nichols O'Keefe 21. јул 1969—), је ирско-палестински држављанин, поријеклом Американац и активиста америчких војних ветерана, бивших маринаца из Заливских ратова. Предводио је акцију „људски штит“ у Ираку и био путник на једном од цивилних бродова током Конфликт око Газиних пловила из 2010. године.

## Ратна каријера
О'Киф је крајем 1990их и почетком 2000их служио као маринац у војсци САД током Заливских ратова. Према његовим тврдњама, из војске је отпуштен зато што је отворено говорио о злоупотреби власти од стране претпостављених, те каже:
...као и последица тога, платио сам високу цијену. Схватио сам да част и интегритет су врлине које су много чешће казњени него награђени и вријеме проведено у маринцима ме подсјећа на први озбиљан властити укус неправде.

## Пост-ратне активности

### Акција „Људски штит у Ираку“
У децембру 2002. године, О`Киф је покренуо акцију „Људски штит у Ирак“. Акција је требало да створи политички немогућу ситуацију на терену да се избјегне бомбардовање Ирака од стране западне коалиције. То би се постигло постављањем цивила (добровољаца) из западних земаља као „штит“ на невојним локацијама. У акцију се укључило око 75 активиста који су путовали преко од Лондона до Багдада у два двоспратна аутобуса. Критичари ове акције су „живи штит“ окаректерисали ставом да ће њихова мисија само штитити Садама Хусеина. О'Киф се супроставио овом ставу тврдећи да ће у најављеном рату највише страдати народ Ирака, те ирачког предсједника јавно окарактерисао као „насилног диктатора“. Без обзира што је у Багдад стигло око 300 људи да подржи ову акцију, али због његове прозивке ирачког предсједника, О'Киф је убрзо депортован из Ирака.

### Конфликт око Газиних пловила
У јуну 2010. године, О`Киф је био на броду „МВ Мави Мармара“, на једном од пловила због којих је избио конфликт Израела и Газе, а на коме су се путницима сукобила са израелском војском. Због овог сукова, О'Киф је био међу хапшенима и затваран је у Израелу. Након тога, пуштен је из притвора у Тел Авиву, али је претучен од стране израелске полиције, када је одбио депортацију.
Дана 6. јуна 2010. године, О'Киф је депортован у Истанбул, а Израелске одбрамбене снаге теретиле су га да је „анти-Израелски екстремиста“ и „оперативац организације Хамаса“, коју Израелци сматрају терористичком организацијом. Након ових оптужби, О'Киф је признао да је имао састанке са премијером Газе, Исмаилом Ханијем и другим високим званичницима Хамаса.